# Queen's Commendation for Bravery

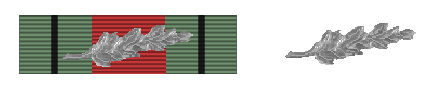
Queen's Commendation for Bravery

De King's Commendation for Brave Conduct is een Britse onderscheiding die in 1938 door koning George VI werd ingesteld. Vanaf 1954 heette de onderscheiding de Queen's Commendation for Brave Conduct en in 1994 werd de onderscheiding vervangen door de Queen's Commendation for Bravery.
De onderscheiding wordt uitgereikt wegens dappere handelingen van burgers of militairen in niet-oorlogsomstandigheden. Dit kan voorkomen in oorlogs- of vredestijd.
De onderscheiding heeft geen lintje. Hij bestaat uit een oorkonde en een speld. De oude speld droeg een kroon, de nieuwe speld bestaat uit een zilveren laurierblad voor burgers en een bronzen eikenblad voor militairen. De ontvangers mogen de speld vastmaken op het lint van de War Medal 1939-1945 of Defensiemedaille, als ze die niet hebben mag het op een andere onderscheiding.

## Nederlandse ontvangers
Onder meer de volgende verzetsmensen en Engelandvaarders werden onderscheiden:
- Aart Alblas
- Dré Aussems
- Richard Barmé
- Jaap Beekman
- Kees van Brink
- Maarten Cieremans
- Henk Deinum
- Klaas van Dorsten
- Jan Faber
- Lykele Faber
- Jos Gemmeke MWO
- Bram Grisnigt
- Maurits Kiek
- Gerard Kouwenhoven
- Hein Letteboer
- Wouter Pleijsier
- Gerrit Reisiger
- Ary Romijn MWO
- Max Smid
- Tinus Sutherland
- Peter Tazelaar MWO
- Pieter de Vos
- Harry Weelinck
- Ger van der Weerd
- Jan van Hoof